# Godoy Cruz (Stadt)
Godoy Cruz ist die Hauptstadt des Departamento Godoy Cruz in der Provinz Mendoza in Argentinien. Sie hat 191.000 Einwohner nach der Volkszählung von 2010 und ist Teil der Metropolregion der Provinzhauptstadt Mendoza (Gran Mendoza).

## Geschichte
Godoy Cruz war ursprünglich als Villa de San Vicente (seit 1872) und dann als Villa Belgrano (1889) bekannt. Am 9. Februar 1909 erhielt es den Stadtstatus und seinen heutigen Namen, als Hommage an Tomás Godoy Cruz, der die Provinz Mendoza im Kongress von Tucumán vertrat und gleichzeitig Provinzgouverneur und Gesetzgeber war.

## Sport
Der Fußballverein CD Godoy Cruz hat seine Wurzeln in der Stadt.

## Persönlichkeiten
- Remigio Saavedra (1911–1998), Radrennfahrer
- Rosendo Pascual (1925–2012), Paläontologe
- Julio Cobos (* 1955), Politiker
- José Daniel Ponce (* 1962), Fußballspieler